# Абдулах паша
Абдулах паша е османски военен и политически деец, върховен главнокомандващ на Източната армия (известна още като Тракийска армия или Първа тракийска армия) по време на Балканската война (1912 – 1913) и министър на войната (11 ноември 1918 – 19 декември 1918) на Османската империя.
Известен е като османският командир в Лозенградската операция през 1912 г., в Люлебургаско-Бунархисарската операция и Обсадата на Одрин през 1913 г., където неговата армия търпи поражения от българските войски.